# Прапор Камчатської області
Прапор Камчатської області був офіційним символом Камчатської області та після об'єднання області з Коряцьким автономним округом одним зі символів Камчатського краю до затвердження нового прапора 17 лютого 2010.

## Опис
Прапор Камчатської області являє собою прямокутне полотнище із двох горизонтальних смуг: верхньої — білого, нижньої — синього кольору. Співвідношення смуг по ширині — 2:1. У крижі розташоване зображення фігур герба Камчатської області: вогнедишних сопок і хвиль; сопки зображені чорними, із червоним полум'ям, білими вершинами, облямівкою по краях і димом, хвилі — синіми й білими; білі деталі зображення (крім хвиль) відділені від білого тла полотнища тонкими синіми контурами. Відношення ширини прапора до його довжини — 2:3.